# Тишин, Сергей Сергеевич
Сергей Сергеевич Тишин (1867—1912) — генерал-майор, участник русско-японской войны.

## Биография
Родился 16 июня 1867 года, сын отставного полковника Сергея Васильевича Тишина и внук инспектора всех военных госпиталей генерал-майора Василия Григорьевича Тишина.
Образование получил в Пажеском корпусе, из которого выпущен 1 сентября 1886 года в лейб-гвардии 1-й стрелковый батальон, 9 августа 1888 года произведён в подпоручики. Далее Тишин получил чины поручика (9 августа 1892 года) и штабс-капитана (6 мая 1900 года). 14 мая 1896 года награждён орденом св. Анны 3-й степени
С 31 июля 1899 года был старшим адъютантом Гвардейской стрелковой бригады. 6 мая 1901 года он был произведён в капитаны гвардии с переименованием в подполковники армейской пехоты. В 1901 году награждён орденом св. Станислава 2-й степени, в 1903 году — орденом св. Анны 2-й степени.
С началом русско-японской войны Тишин находился на театре военных действий, командовал батальоном 17-го Восточно-Сибирского стрелкового полка, а затем, произведённый 14 января 1905 года в полковники (со старшинством от 18 июля 1904 года), и всем полком. В сражении 19 июля 1904 года у деревни Конгуалина был ранен. 5 августа 1905 года он был утверждён в должности полкового командира. За отличия во время войны Тишин был награждён орденами св. Владимира 4-й степени с мечами и бантом (29 марта 1905 году) и 3-й степени с мечами (в 1905 году). 5 мая 1906 года он был удостоен золотого оружия с надписью «За храбрость», а 27 января 1907 года удостоен ордена св. Георгия 4-й степени, о чём в приказе было сказано:
Лично руководя в боях 18, 19, 20 и 21-го февраля 1905 года действиями полка, он с беззаветным мужеством и храбростью отбил 16 стремительных атак японцев в превосходных силах и удержал за собой все опорные пункты позиции.
23 апреля 1909 года Тишин был назначен командиром 175-го пехотного Батуринского полка. 14 июля 1910 года произведён в генерал-майоры и назначен командиром 2-й бригады 9-й пехотной дивизии, затем командовал 2-й бригадой 13-й пехотной дивизии.
Скончался 13 октября 1912 года в Феодосии. Похоронен на СПб Митрофаньевском кладбище.